# 1-(3-甲基苄基)哌嗪
1-(3-甲基苄基)哌嗪（或，缩写3-Me-BZP）是一种有机化合物，化学式为C12H18N2，属于苄基哌嗪衍生物。它可用作策划药和兴奋剂，2012年2月首次在瑞典被发现。